# Chalivoy-Milon
Chalivoy-Milon és un municipi francès, situat al departament de Cher i a la regió de Centre – Vall del Loira. L'any 2007 tenia 405 habitants.

## Demografia

### Població
El 2007 la població de fet de Chalivoy-Milon era de 405 persones. Hi havia 143 famílies, de les quals 44 eren unipersonals (22 homes vivint sols i 22 dones vivint soles), 48 parelles sense fills, 40 parelles amb fills i 11 famílies monoparentals amb fills.
La població ha evolucionat segons el següent gràfic:
Habitants censats

### Habitatges
El 2007 hi havia 219 habitatges, 154 eren l'habitatge principal de la família, 39 eren segones residències i 25 estaven desocupats. 216 eren cases i 3 eren apartaments. Dels 154 habitatges principals, 139 estaven ocupats pels seus propietaris i 16 estaven llogats i ocupats pels llogaters; 1 tenia una cambra, 19 en tenien dues, 18 en tenien tres, 35 en tenien quatre i 81 en tenien cinc o més. 74 habitatges disposaven pel capbaix d'una plaça de pàrquing. A 71 habitatges hi havia un automòbil i a 67 n'hi havia dos o més.

### Piràmide de població
La piràmide de població per edats i sexe el 2009 era:
| Homes | Edats   | Dones |
| ----- | ------- | ----- |
| 0     | 95 o +  | 0     |
| 0     | 90 a 94 | 0     |
| 0     | 85 a 89 | 0     |
| 0     | 80 a 84 | 4     |
| 8     | 75 a 79 | 8     |
| 20    | 70 a 74 | 32    |
| 20    | 65 a 69 | 12    |
| 16    | 60 a 64 | 20    |
| 20    | 55 a 59 | 16    |
| 24    | 50 a 54 | 8     |
| 24    | 45 a 49 | 16    |
| 4     | 40 a 44 | 12    |
| 24    | 35 a 39 | 16    |
| 12    | 30 a 34 | 8     |
| 12    | 25 a 29 | 20    |
| 12    | 20 a 24 | 8     |
| 8     | 15 a 19 | 20    |
| 16    | 10 a 14 | 4     |
| 12    | 5 a 9   | 32    |
| 12    | 0 a 4   | 20    |

## Economia
El 2007 la població en edat de treballar era de 266 persones, 176 eren actives i 90 eren inactives. De les 176 persones actives 154 estaven ocupades (86 homes i 68 dones) i 22 estaven aturades (10 homes i 12 dones). De les 90 persones inactives 39 estaven jubilades, 12 estaven estudiant i 39 estaven classificades com a «altres inactius».

### Ingressos
El 2009 a Chalivoy-Milon hi havia 168 unitats fiscals que integraven 403 persones, la mediana anual d'ingressos fiscals per persona era de 15.007 €.

### Activitats econòmiques
Dels 11 establiments que hi havia el 2007, 2 eren d'empreses extractives, 2 d'empreses de fabricació d'altres productes industrials, 2 d'empreses de construcció, 2 d'empreses de comerç i reparació d'automòbils, 1 d'una empresa d'hostatgeria i restauració i 2 d'empreses de serveis.
Dels 4 establiments de servei als particulars que hi havia el 2009, 1 era un taller de reparació d'automòbils i de material agrícola, 1 paleta, 1 guixaire pintor i 1 restaurant.
L'any 2000 a Chalivoy-Milon hi havia 10 explotacions agrícoles que ocupaven un total de 816 hectàrees.

## Equipaments sanitaris i escolars
El 2009 hi havia una escola elemental integrada dins d'un grup escolar amb les comunes properes formant una escola dispersa.

## Poblacions més properes
El següent diagrama mostra les poblacions més properes.